# Louis-Marie de La Révellière-Lépeaux
Louis-Marie de La Révellière-Lépeaux (24. srpna 1753, Montaig (Vendée) – 24. března 1824, Paříž) byl francouzský politik období francouzské revoluce. V letech 1795–1799 byl členem direktoria.

## Život
Louis-Marie de La Révellière-Lépeaux byl synem zámožného notáře. V dětství byl vychováván farářem, který jej krutě trestal a týral. Těmito „výchovnými“ metodami utrpěl mladý Louis Marie jak na těle tak i na duchu. Zůstal mu viditelný hrb a celý život nenáviděl vše co souviselo s katolickou církví. Později absolvoval práva, ale povolání právníka nevykonával. Na jaře 1789 byl zvolen za kraj Anjou delegátem zasedání generálních stavů za třetí stav. Roku 1791 byl zvolen porotcem Nejvyššího soudu a roku 1792 zvolen i poslancem Národního konventu. Připojil se k girondistům a prosazoval územní expanzi Francie. V lednu 1793 hlasoval pro smrt krále. Zastával umírněné republikánské názory s výjimkou ostrého nekompromisního boje proti katolické církvi. V Konventu byl protivníkem Hory, jejíž teror odmítal. Po pádu girondistů (2. června 1793) byl La Revelliere-Lepeaux varován a byl nucen se skrývat až do pádu Robespierra a jeho druhů (27. července 1794).
V prosinci 1794 opět zaujal místo v Konventu. Od dubna 1795 byl členem komise sestavující ústavu (tzv. „Ústavu Direktoria“). Od října 1795 byl jmenován členem Národního institutu věd a umění (od roku 1806 Francouzský institut). Členem direktoria se stal 1. listopadu 1795 a byl pověřen oblastí školství, umění a řemesel. Podporoval ustavení tzv. sesterských republik v rámci jeho snahy o územní expanzi Francie. Mimo jiné spolu s Carnotem odhalili a rozbili v květnu 1796 Babeufovo spiknutí. Od léta 1796 Direktorium, ve snaze zlepšit vztahy se Svatou stolicí, změnilo svůj antiklerikální kurz a vedlo umírněnou církevní politiku. S touto změnou kurzu La Revelliere-Lepeaux zásadně nesouhlasil a místo toho prosazoval tzv. theofilantropii – tedy jakousi náhradní víru, jejímž cílem bylo prostřednictvím rozjímání, vzdělání, četby a hudby přivést člověka zpět k „přírodní harmonii“. Důležitými sloupy učení byla víra v Boha a nesmrtelnost duše. Nejednalo se tedy o ateistické učení. La Revelliere-Lepeaux chtěl prosadit theofilantropii za oficiální státní náboženství, příznivci tohoto učení byli jím podporováni a umožnil jim tento kult celebrovat v několika pařížských kostelích.
Poté, co direktoři Barras, Reubell a La Revelliere-Lepeaux s pomocí generálů Hoche a Augereaua úspěšně provedli státní převrat 4. září 1797 (18. fructidor), vrátilo se Direktorium opět k antiklerikální politice. La Revelliere-Lepeaux též podpořil nekrvavý převrat 22. florealu (11. května 1798) zaměřený proti sílícímu vlivu tzv. neojakobínů. Direktoři Barras, Reubell, Merlin de Douai a Francois de Neufchateau pojali podezření, že theofilantropisti sympatizují s neojakobíny a přestali podporovat tento kult. Místo něho hlavně Merlin de Douai prosazoval další „šidítko“ – Kult dekadence. Hlavní příčinou krachu theofilantropie byl však chlad lidových mas. Lid učení nezajímalo a nepřitahovalo – La Revelliere–Lepeaux byl vysmíván jako „nový papež“. Pro naprostý neúspěch své „nové církve“ podal 18. června 1799 v Direktoriu demisi. Státní převrat 18. brumairu (9. listopadu 1799), přestože byl v předchozím období nadšeným příznivcem Bonapartovým, striktně odmítl. Odmítl složit Prvnímu konzulovi přísahu a vystoupil z institutu. Zcela se stáhl z veřejného života a až do své smrti zůstal přesvědčeným republikánem.